# Discomedusae
Sous-classe
Les Discoméduses (Discomedusae) sont une sous-classe de méduses scyphozoaires rassemblant deux ordres.

## Liste des ordres
Selon World Register of Marine Species (26 févr. 2011) et ITIS (26 févr. 2011) :
- ordre Rhizostomeae
  - sous-ordre Daktyliophorae
    - famille Catostylidae Gegenbaur, 1857 — 7 genres
    - famille Lobonematidae Stiasny, 1921 — 2 genres
    - famille Lychnorhizidae Haeckel, 1880 — 3 genres
    - famille Rhizostomatidae Cuvier, 1799 — 4 genres
    - famille Stomolophidae Haeckel, 1880 — 1 genre

  - sous-ordre Kolpophorae
    - famille Cassiopeidae Agassiz, 1862 — 1 genre
    - famille Cepheidae Agassiz, 1862 — 5 genres
    - famille Mastigiidae Stiasny, 1921 — 5 genres
    - famille Thysanostomatidae Gegenbaur, 1857 — 1 genre
    - famille Versurigidae Gegenbaur, 1857 (taxon vidé)
- ordre Semaeostomeae
  - famille Cyaneidae L. Agassiz, 1862 — 3 genres
  - famille Drymonematidae Bayha & Dawson, 2010 — 1 genre : Drymonema
  - famille Pelagiidae Gegenbaur, 1856 — 4 genres
  - famille Phacellophoridae Straehler-Pohl, Widmer & Morandini, 2011 - 1 genre, monospecifique : Phacellophora
  - famille Ulmaridae Haeckel, 1880 — 14 genres

## Galerie

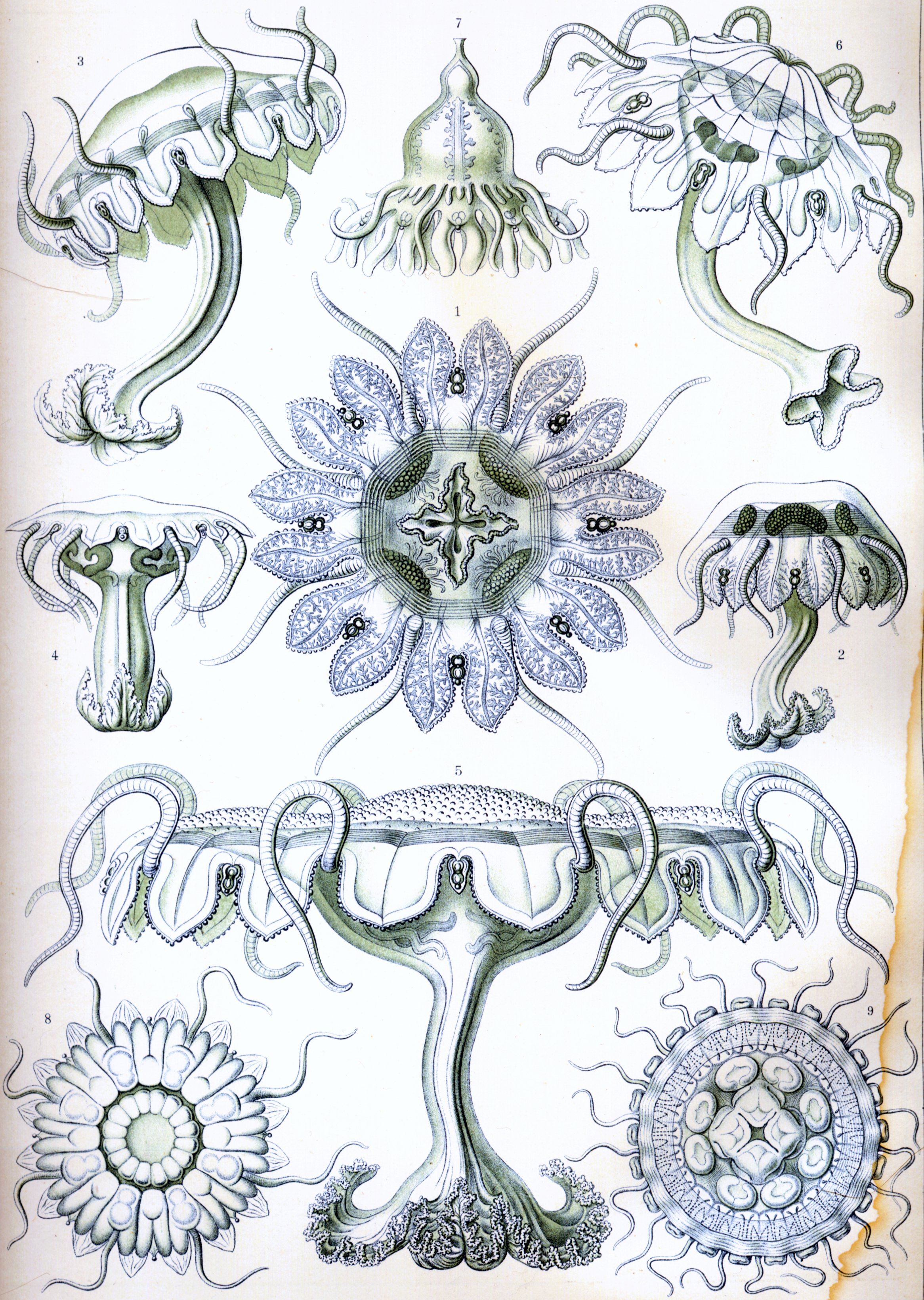
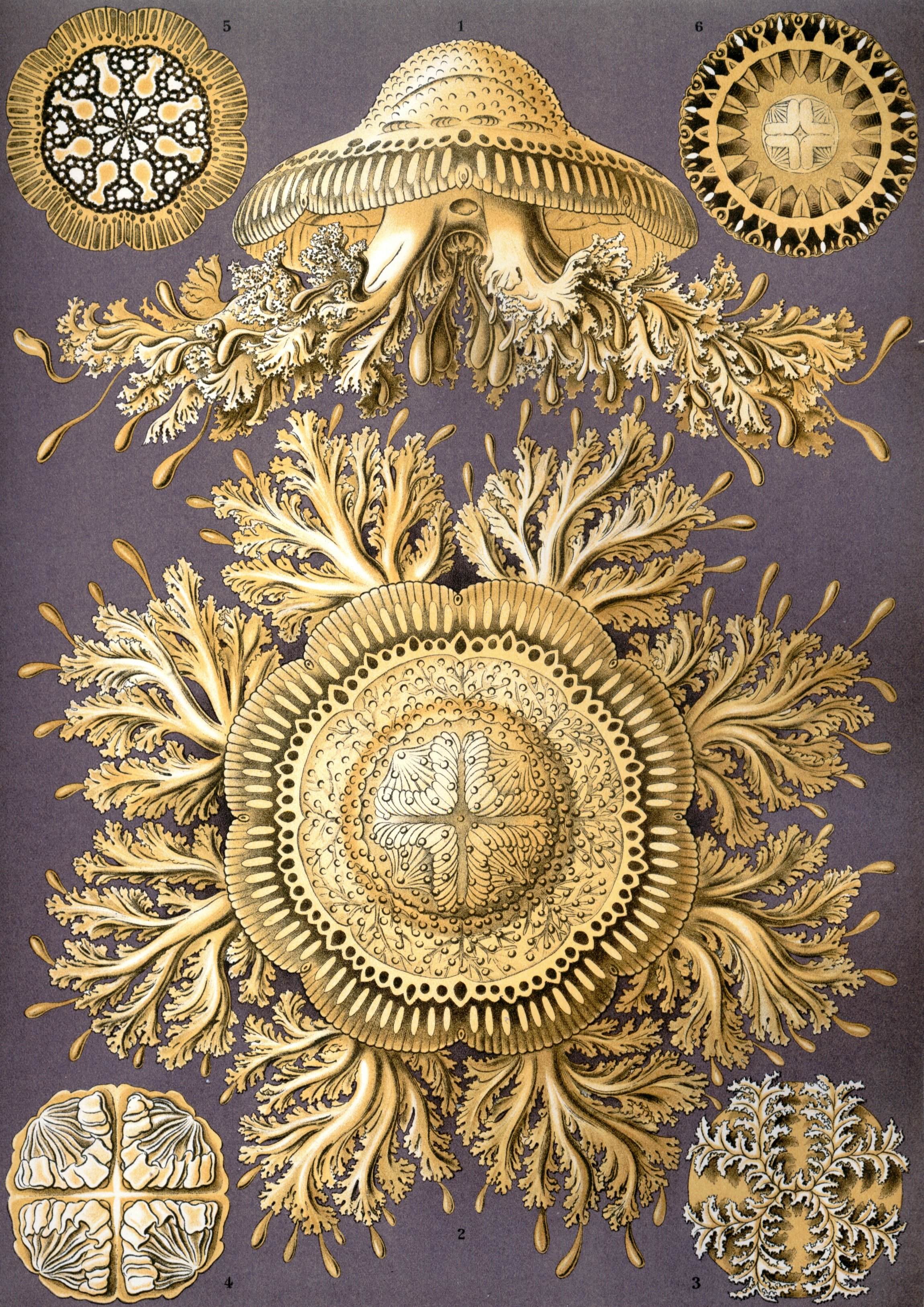
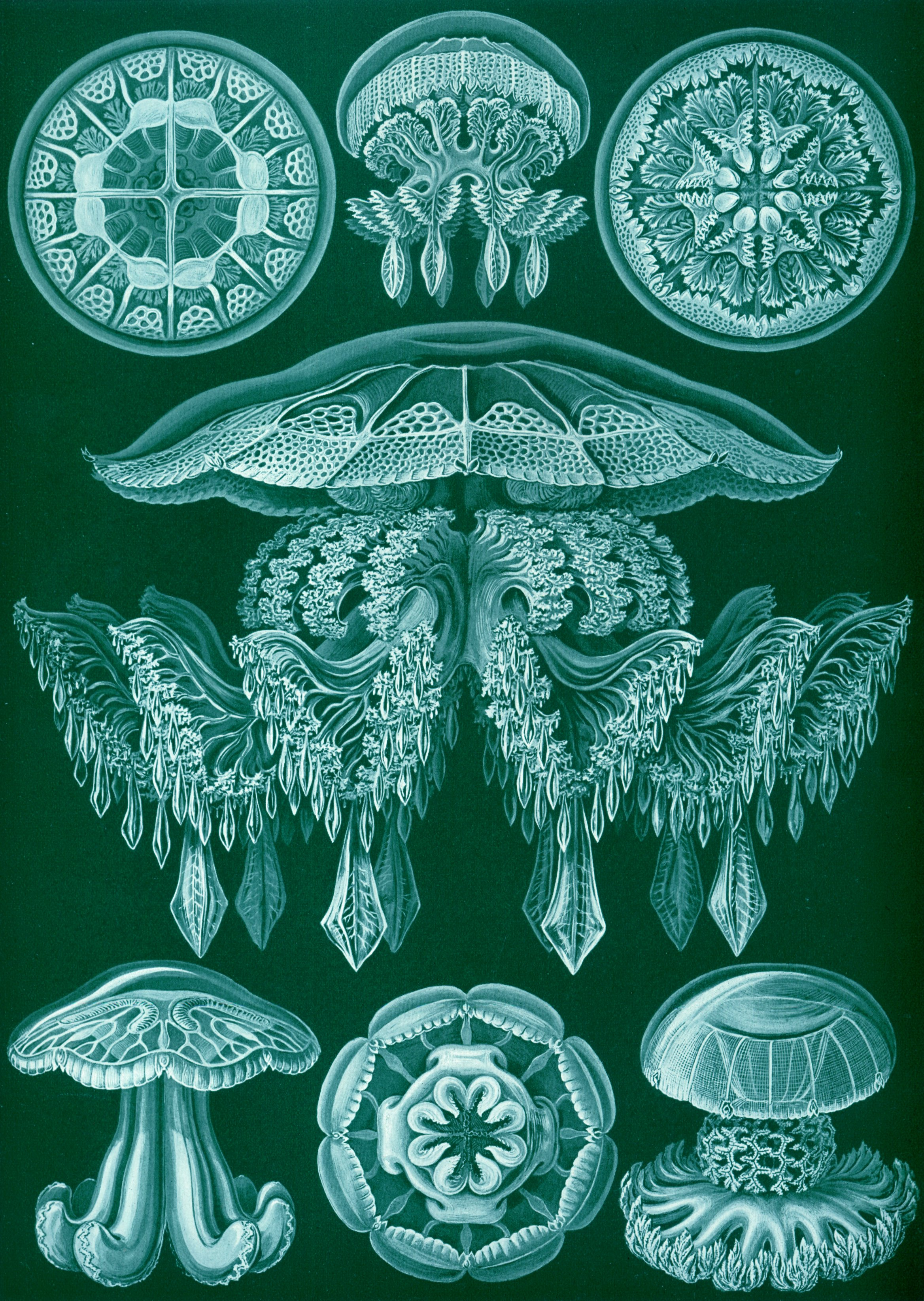
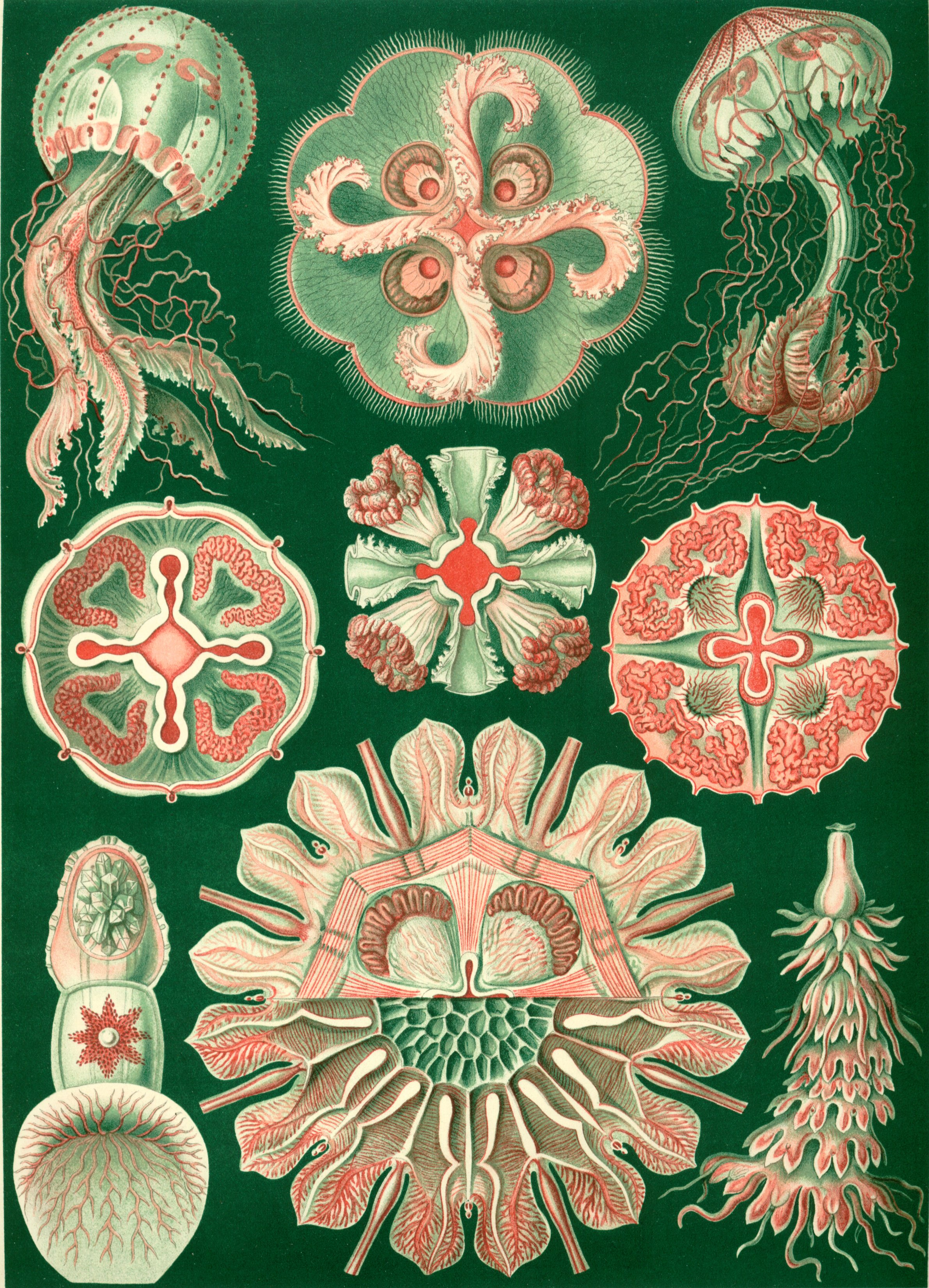

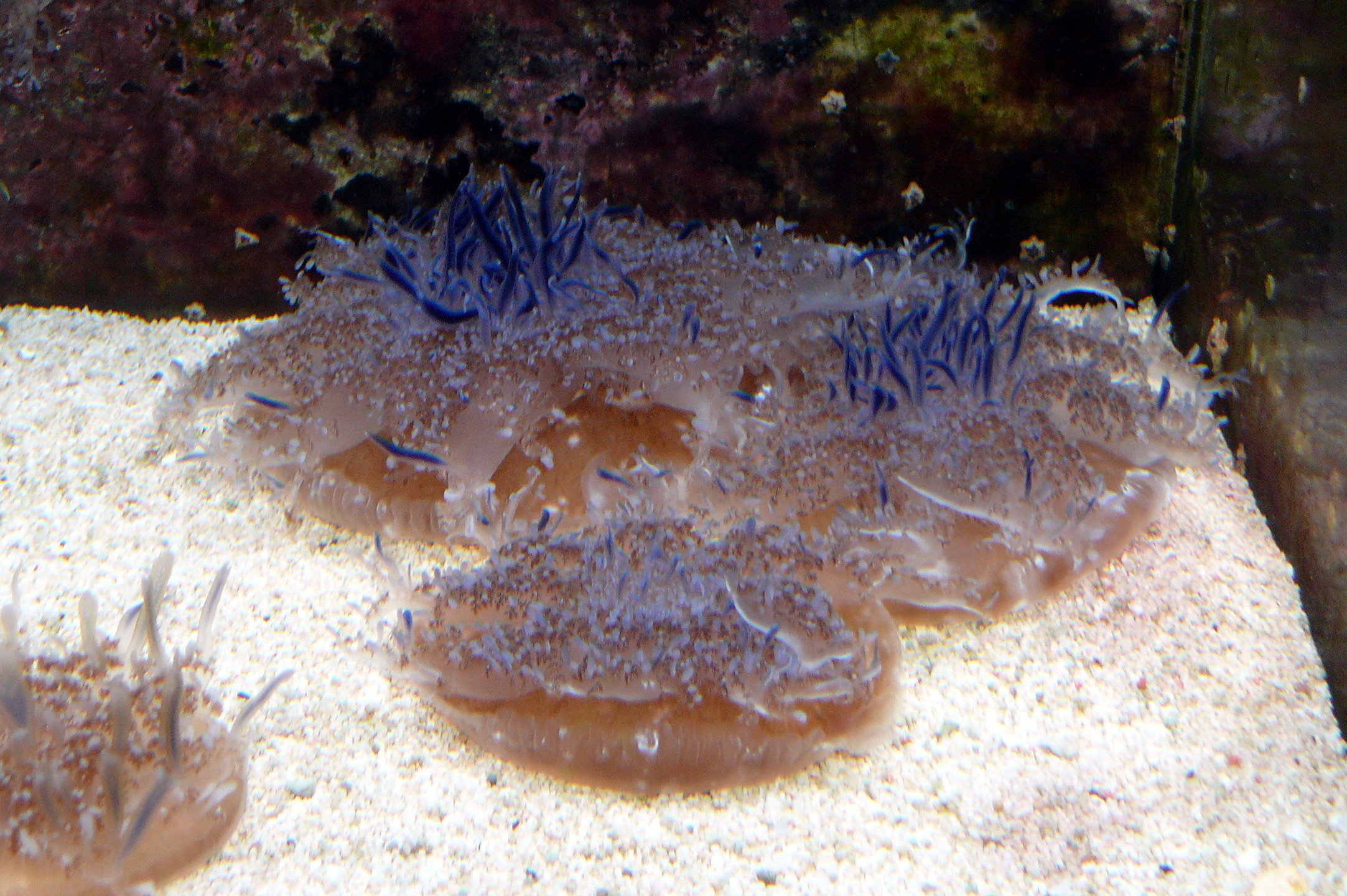
Cassiopea andromeda, une Cassiopeidae (méduses inversées)
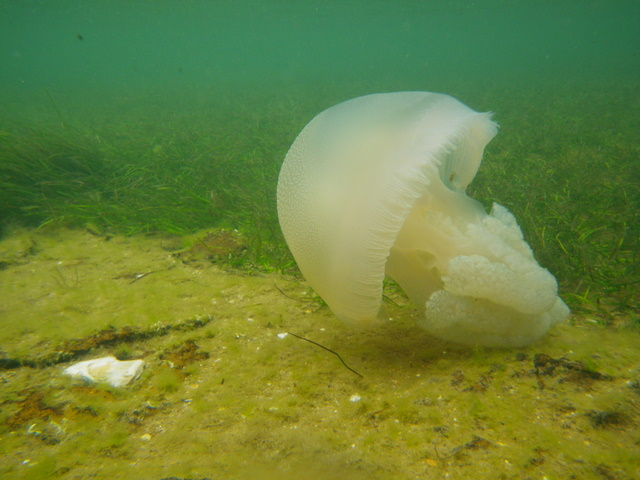
Catostylus mosaicus, une Catostylidae
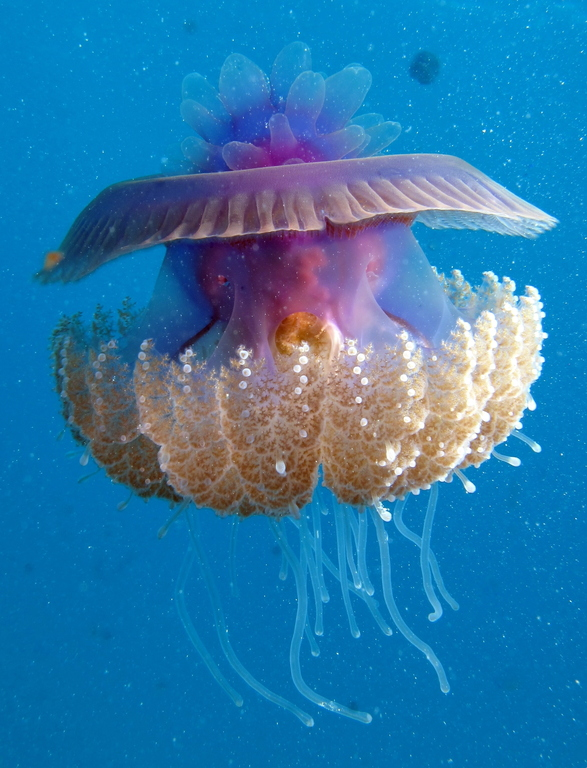
Cephea cephea, une Cepheidae
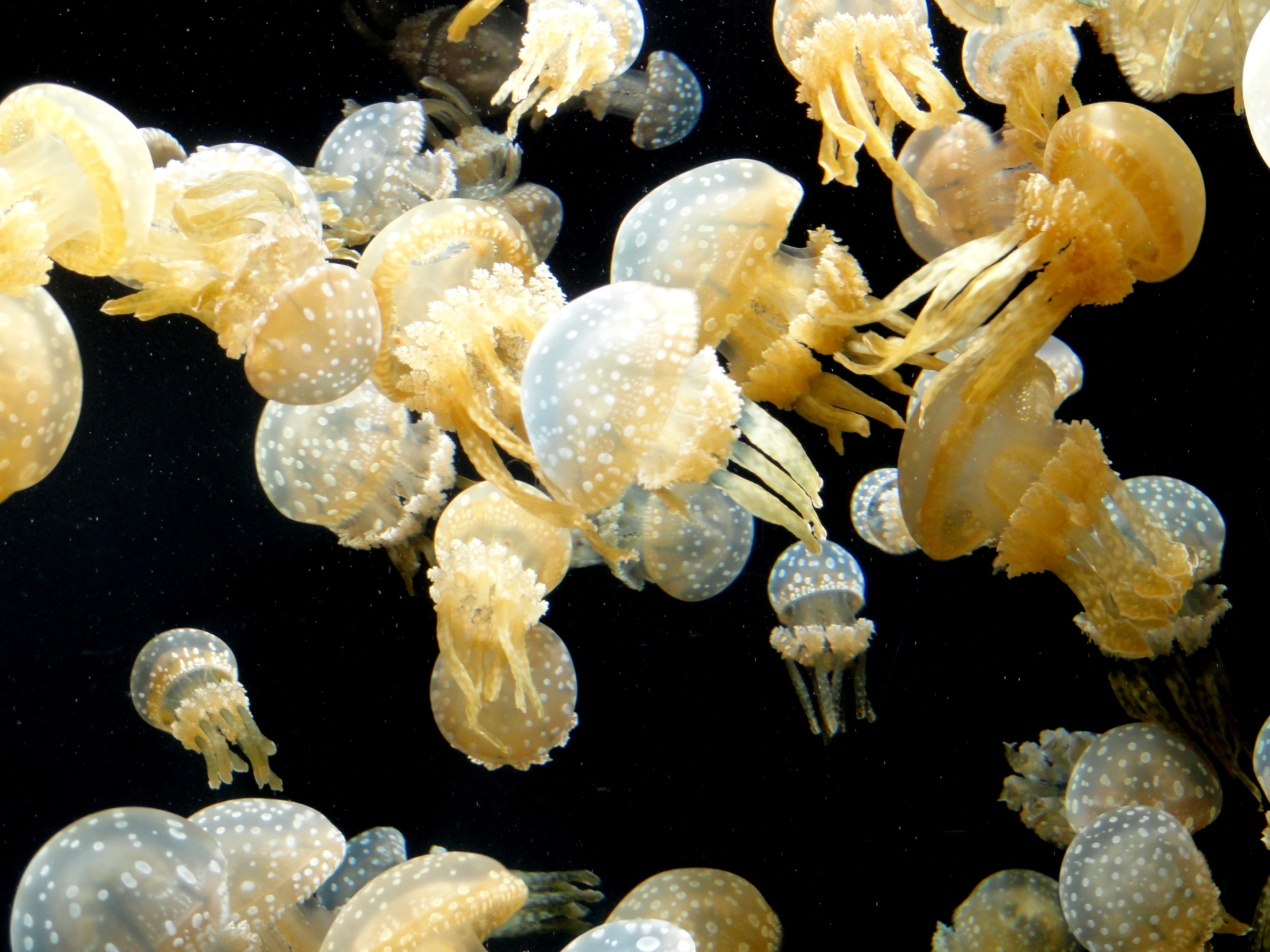
Mastigias papua, une Mastigiidae
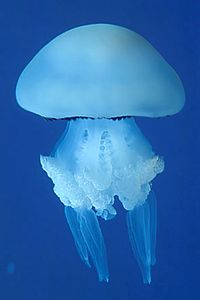
Rhizostoma pulmo, une Rhizostomatidae
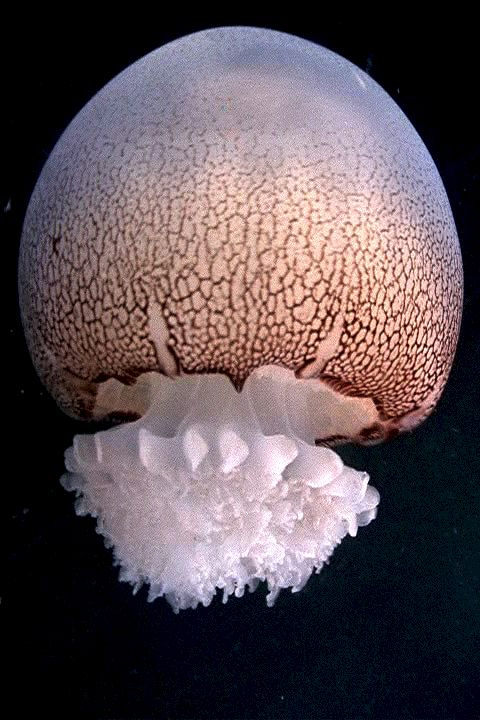
Stomolophus meleagris, une Stomolophidae
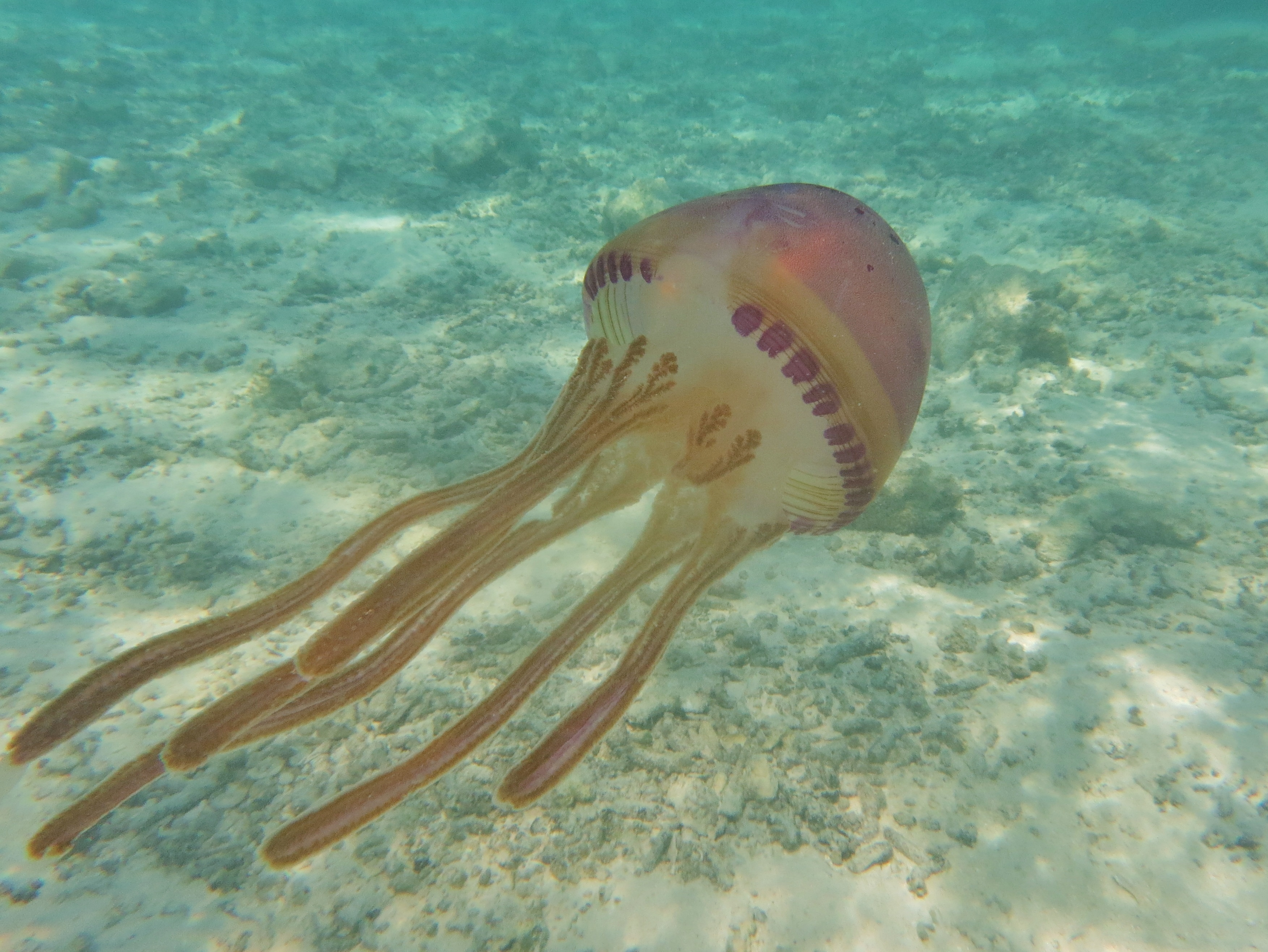
Thysanostoma loriferum, une Thysanostomatidae
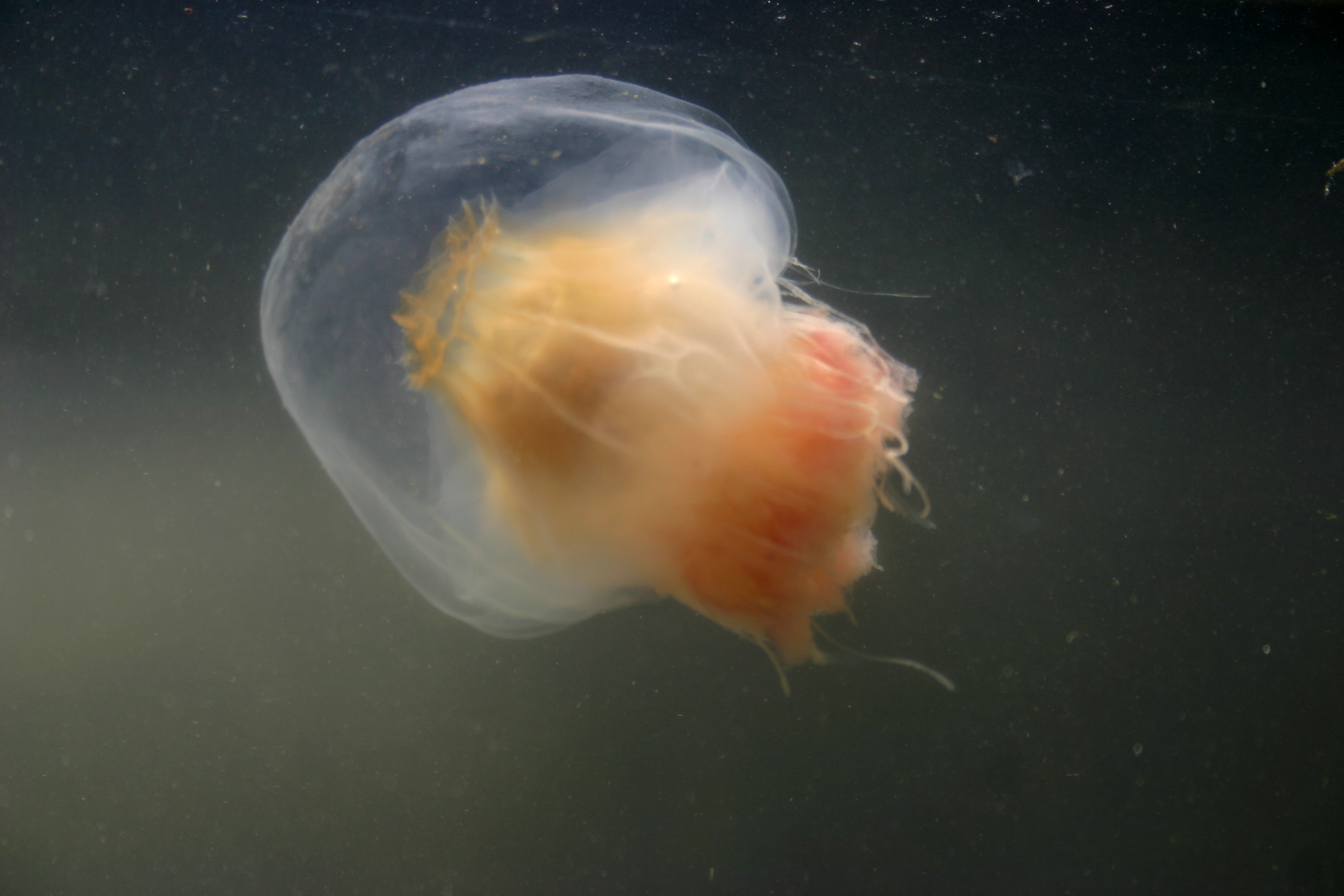
Cyanea capillata, une Cyaneidae
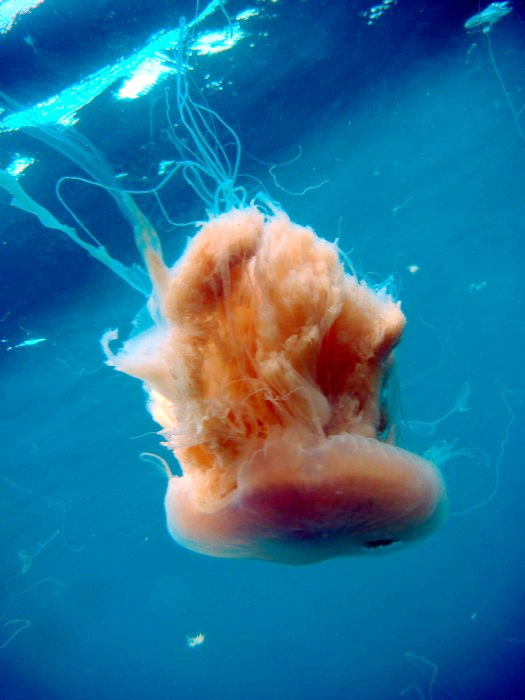
Drymonema sp., une Drymonematidae
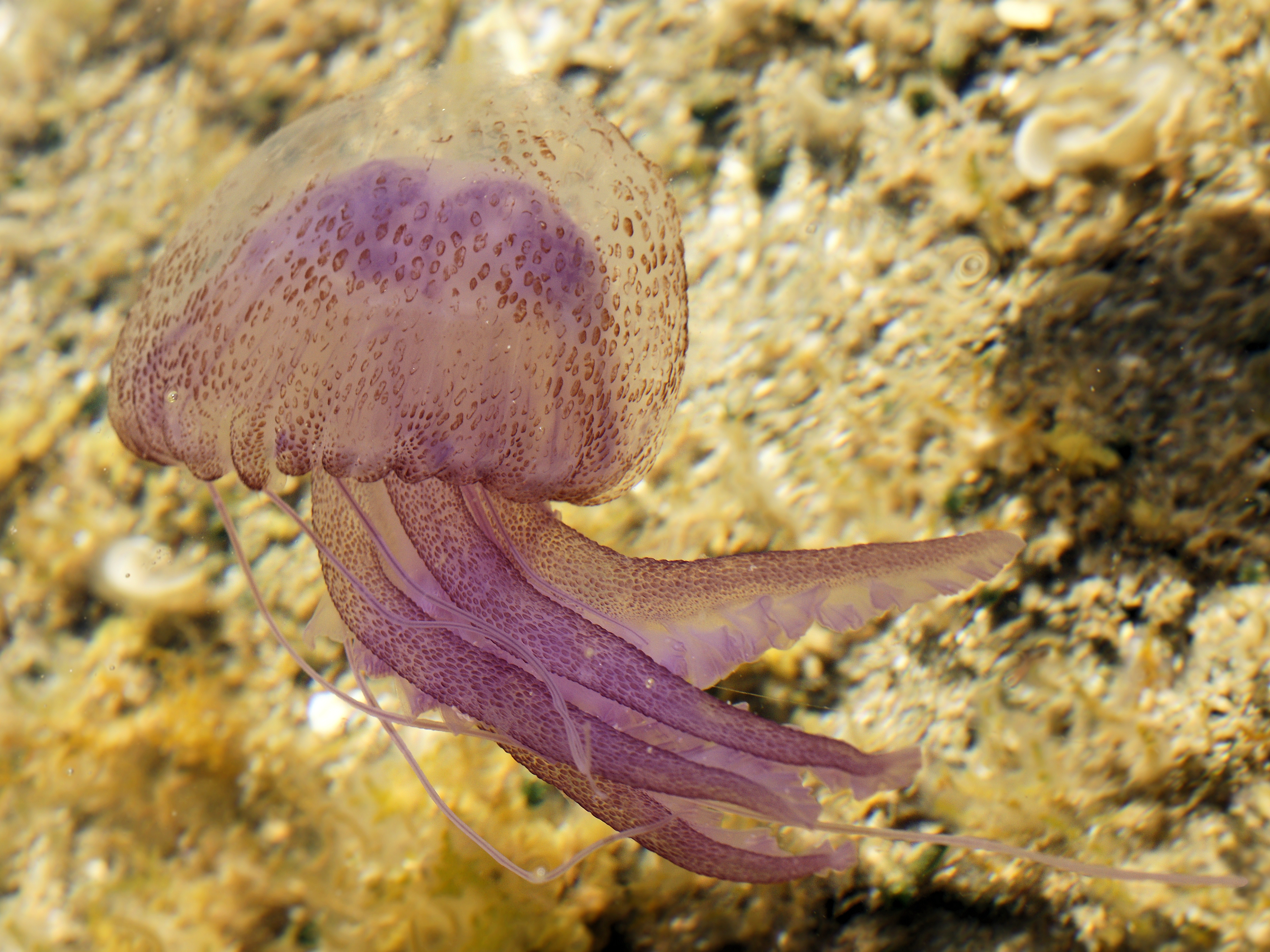
Pelagia noctiluca, une Pelagiidae
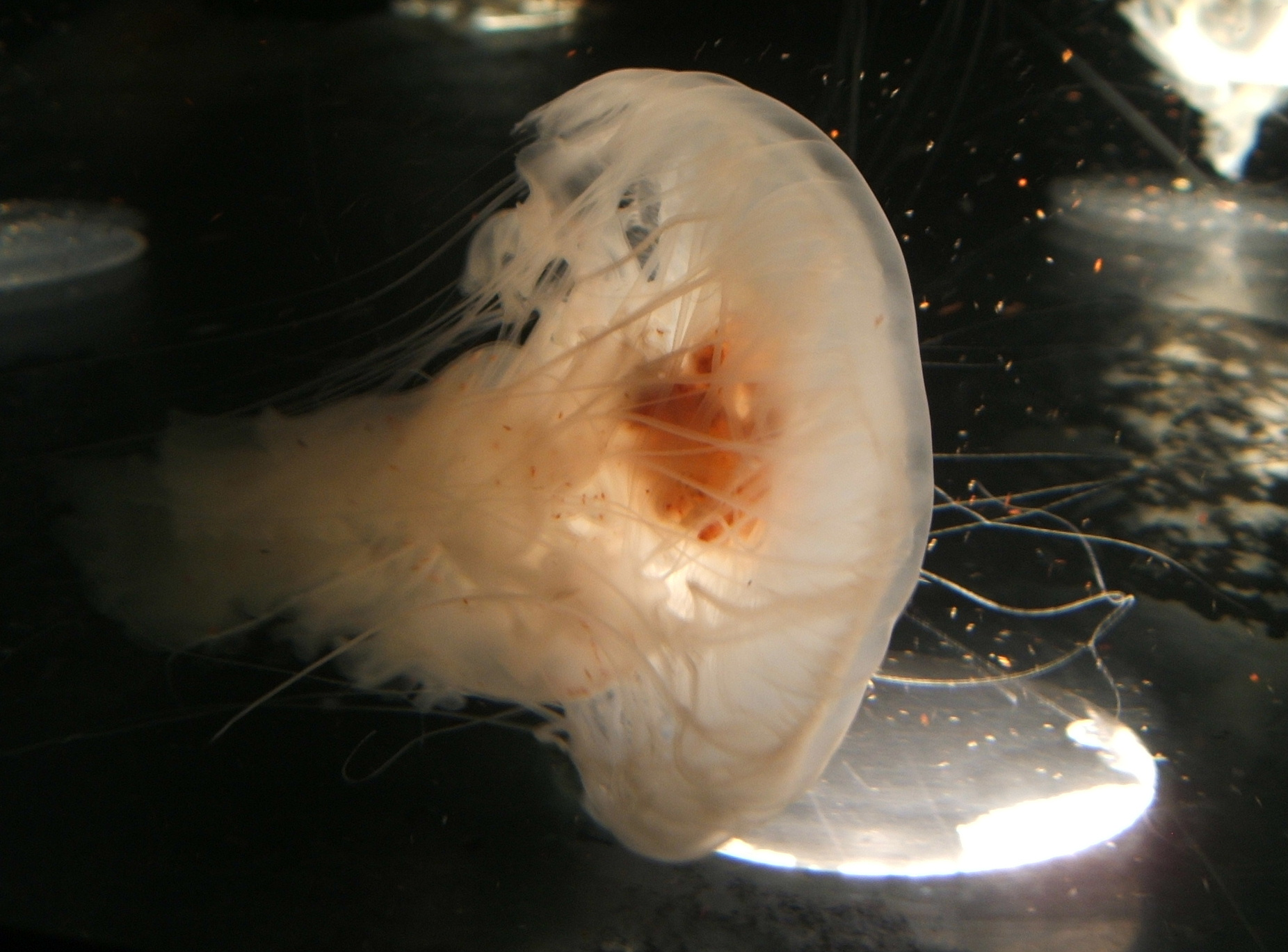
Phacellophora camtschatica, l'unique Phacellophoridae
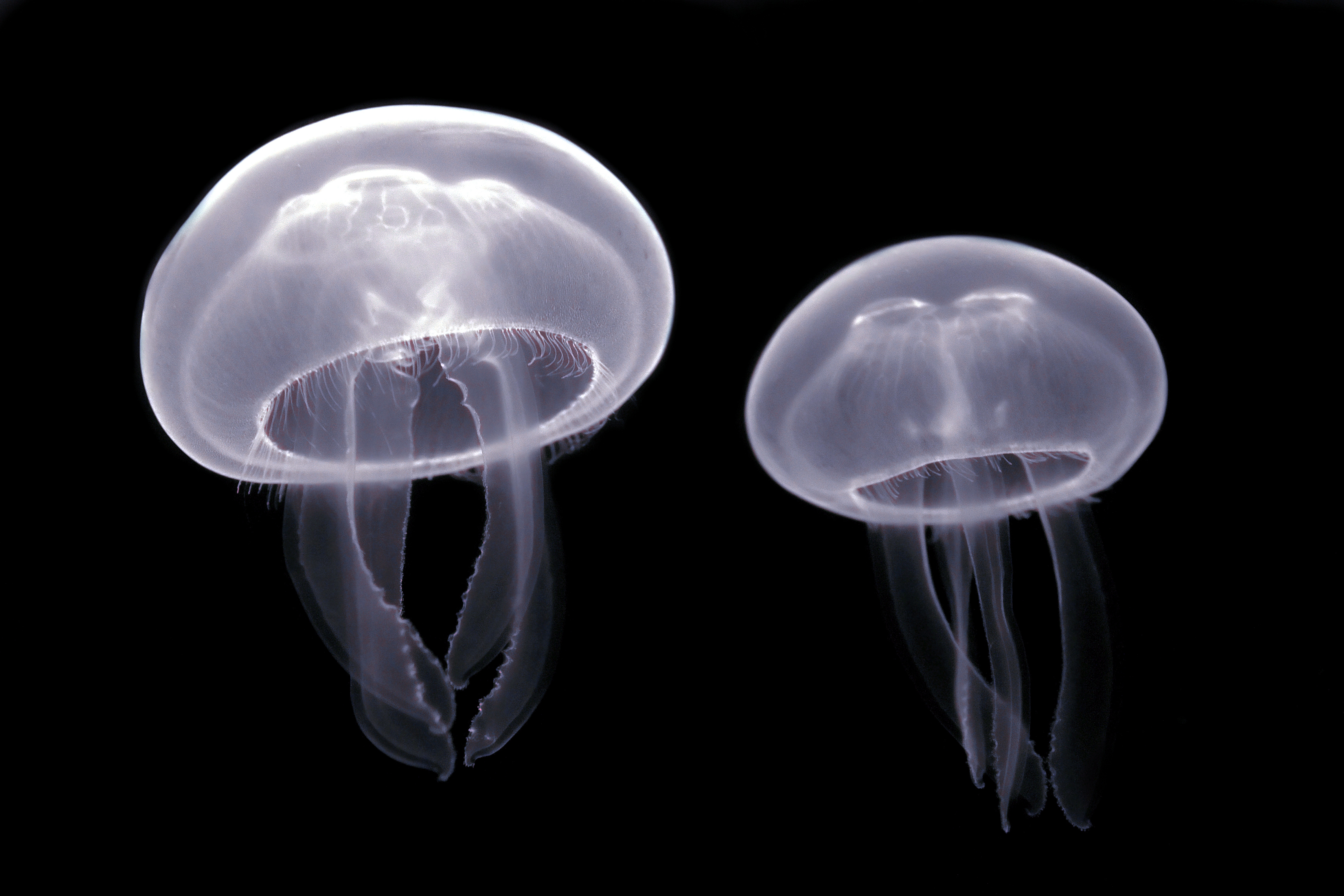
Aurelia aurita, une Ulmaridae

Illustrations issues des Formes artistiques de la nature d'Ernst Haeckel (1904)